# 38e cérémonie des Golden Horse Film Festival and Awards
La 38e cérémonie des Golden Horse Film Festival and Awards s'est déroulée le 8 décembre 2001 au Taoyuan Arts Center à Taoyuan, Taïwan. Organisé par le Taipei Golden Horse Film Festival Executive Committee, ces prix récompensent les meilleurs films en langue chinoise de 2000 et 2001,.

## Palmarès

### Meilleur film
- Durian Durian de Fruit Chan
  - Beijing Bicycle de Wang Xiaoshuai
  - Et là-bas, quelle heure est-il ? de Tsai Ming-liang
  - Gimme Gimme de Lawrence Ah Mon
  - Histoire d'hommes à Pékin (Lán Yǔ) de Stanley Kwan

### Meilleur réalisateur
- Stanley Kwan pour Histoire d'hommes à Pékin (Lán Yǔ)
  - Wang Xiaoshuai pour Beijing Bicycle
  - Tsai Ming-liang pour Et là-bas, quelle heure est-il ?
  - Fruit Chan pour Durian Durian

### Meilleur acteur
- Liu Ye pour Histoire d'hommes à Pékin (Lán Yǔ)

### Meilleure actrice
- Qin Hailu pour Durian Durian

### Meilleur acteur dans un second rôle
- Patrick Tam pour Born Wild

### Meilleure actrice dans un second rôle
- Yoky Lo pour Gimme Gimme

### Meilleur nouvel interprète
- Qin Hai-Lu pour Durian Durian

### Meilleur scénario original
- Fruit Chan pour Durian Durian

### Meilleur scénario adapté
- Jimmy Ngai pour Histoire d'hommes à Pékin (Lán Yǔ)

### Meilleure photographie
- Mark Lee Ping-bin pour Millennium Mambo

### Meilleur montage
- William Chang pour Histoire d'hommes à Pékin (Lán Yǔ)

### Meilleure musique
- Lim Giong pour Millennium Mambo

### Meilleure son
- Tu Duu-chih pour Millennium Mambo